# うしみつモンストルオ リンゼと魔法のリズム
『うしみつモンストルオ リンゼと魔法のリズム』 (Gabrielle's Ghostly Groove 3D)は、2011年7月21日にサンタエンタテイメントより発売されたニンテンドー3DS用ソフト。アメリカでは同年10月4日、ヨーロッパでは2012年3月2日に発売。

## 概要
ポップホラー調の世界観とキャラクターによるオリジナルIPのリズムアクションゲーム。2010年のE3ではニンテンドーDS用ソフトとして発表されていた。海外向けのパブリシングをナツメが行っている関係上本作のコピーライト表記にもナツメの名がある。
キャラクターグッズ販売や『キャラさがしランド』『ね〜ね〜』（共に主婦と生活社刊）への漫画連載など、ゲーム以外にも多角メディアにコンテンツ展開が行われている。

## システム
リズムに合わせてタッチパネルにあるマークをタッチしたりなぞったりしてヒロイン・リンゼを躍らせ、人間から悲鳴をいただく音楽ゲーム。
上手におどることでバックンダンサーが増える仕組みになっている。

### ファッションショー
服などのアイテムを販売するクモババの店にあるババガチャ（ガチャガチャ）でチケットを購入し、ファッションショーに参加することができる。
タッチパネルにあるダイヤルを回してゲージをため、きめポーズをする。

## 登場人物
リンゼ
主人公。ある日くしゃみをして幽体離脱してしまった。
ミシェル
リンゼの親友である黒猫。
デイモン
吸血鬼。自称・誇り高き夜の支配者だが、かなりの恐がりでもある。
スパイク
狼男。
イワン
リンゼらが訪れたモンストルオにある研究所の怪物。頭に鳥の巣があり、そのひな鳥たちの世話に追われている。
ショコラ
墓地に暮らす、クマのぬいぐるみのミイラ。
クリスタル
ミシェルの友人。
クモババ
衣装の精。

## Wiiウェア版
『うしみつモンストルオぷち 不思議なお城のダンスパーティー』 (Gabrielle's Ghostly Groove: Monster Mix)は2011年8月23日配信開始のWiiウェア。最大4人までプレイ可能。